# Laternaria peltzeri
Laternaria peltzeri är en insektsart som beskrevs av Schmidt 1926. Laternaria peltzeri ingår i släktet Laternaria och familjen lyktstritar. Inga underarter finns listade i Catalogue of Life.